# La corrispondenza
La corrispondenza (prt: A Correspondência; bra: Lembranças de um Amor Eterno) é um filme italiano dos géneros drama romântico e suspense, realizado e escrito por Giuseppe Tornatore e protagonizado por Jeremy Irons e Olga Kurylenko. A banda sonora foi composta por Ennio Morricone. Estreou-se na Itália a 14 de janeiro de 2016, em Portugal a 19 de maio e em Angola a 20 de maio do mesmo ano.

## Elenco
- Jeremy Irons como Ed Phoerum
- Olga Kurylenko como Amy Ryan
- Shauna Macdonald como Victoria
- Simon Anthony Johns como Jason
- James Warren como Rick
- Oscar Sanders como Nicholas
- Rod Glenn como Grip
- Ian Cairns como George
- Florian Schwienbacher como Tommy
- Sammy Moreno como Alejandro
- Darren Whitfield como guarda
- Simon Meacock como artista
- Anna Savva

## Reconhecimentos
| Ano  | Prémios                   | Categorias                 | Destinatários e nomeados | Resultado | Referências |
| ---- | ------------------------- | -------------------------- | ------------------------ | --------- | ----------- |
| 2016 | Prémio David di Donatello | Prémio David Jovem         | Giuseppe Tornatore       | Venceu    | [ 6 ] [ 7 ] |
| 2016 | Prémio David di Donatello | Melhor banda sonora        | Ennio Morricone          | Indicado  | [ 6 ] [ 7 ] |
| 2016 | Prémio David di Donatello | Melhor direção de produção | Maurizio Sabatini        | Indicado  | [ 6 ] [ 7 ] |
| 2016 | Prémio David di Donatello | Melhor vestuário           | Gemma Mascagni           | Indicado  | [ 6 ] [ 7 ] |
| 2016 | Prémio David di Donatello | Melhor maquilhagem         | Enrico Iacoponi          | Indicado  | [ 6 ] [ 7 ] |
| 2016 | Prémio David di Donatello | Melhor penteado            | Elena Gregorini          | Indicado  | [ 6 ] [ 7 ] |